# Frémery

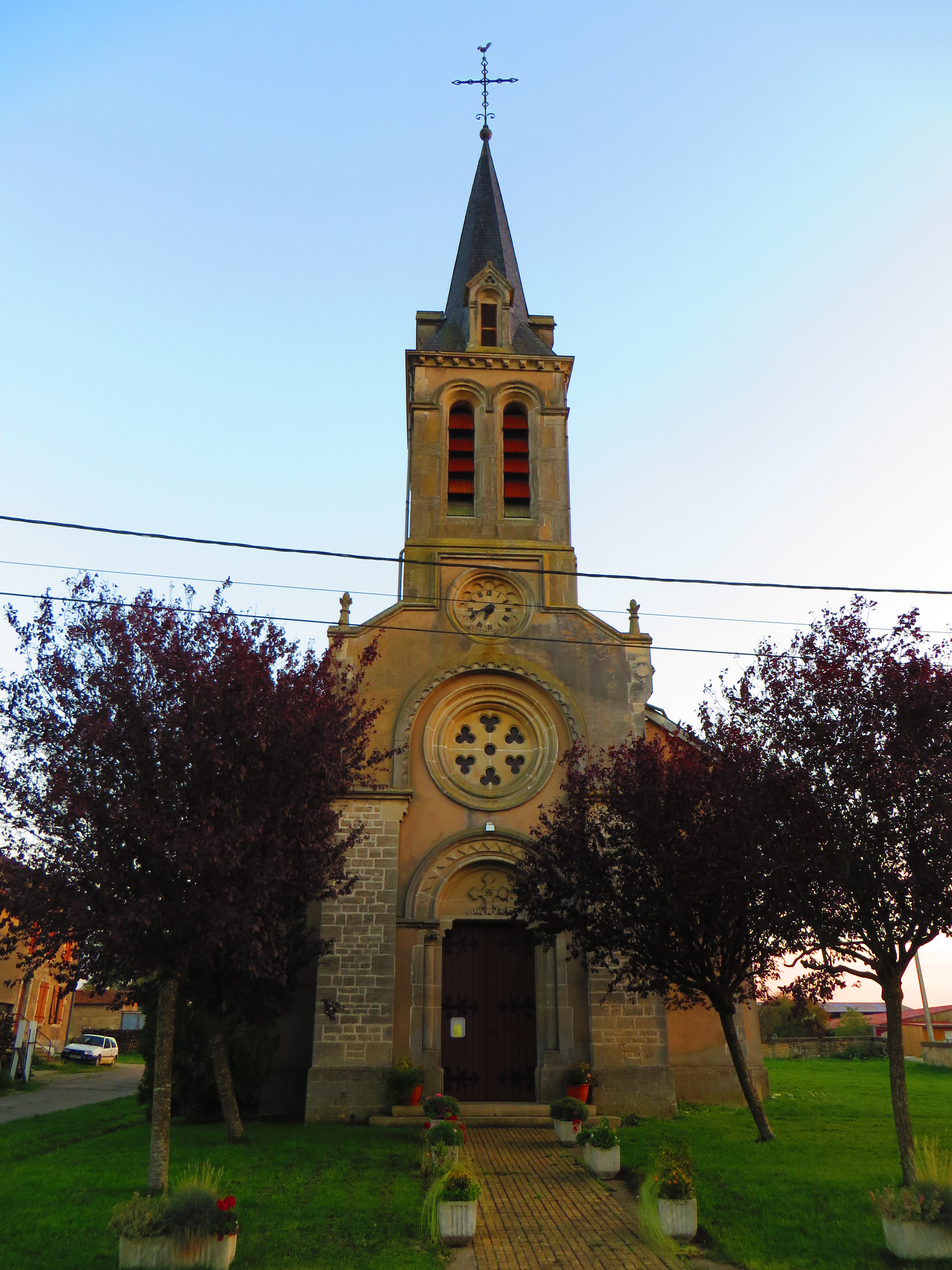
Kirche St. Jean-Baptiste

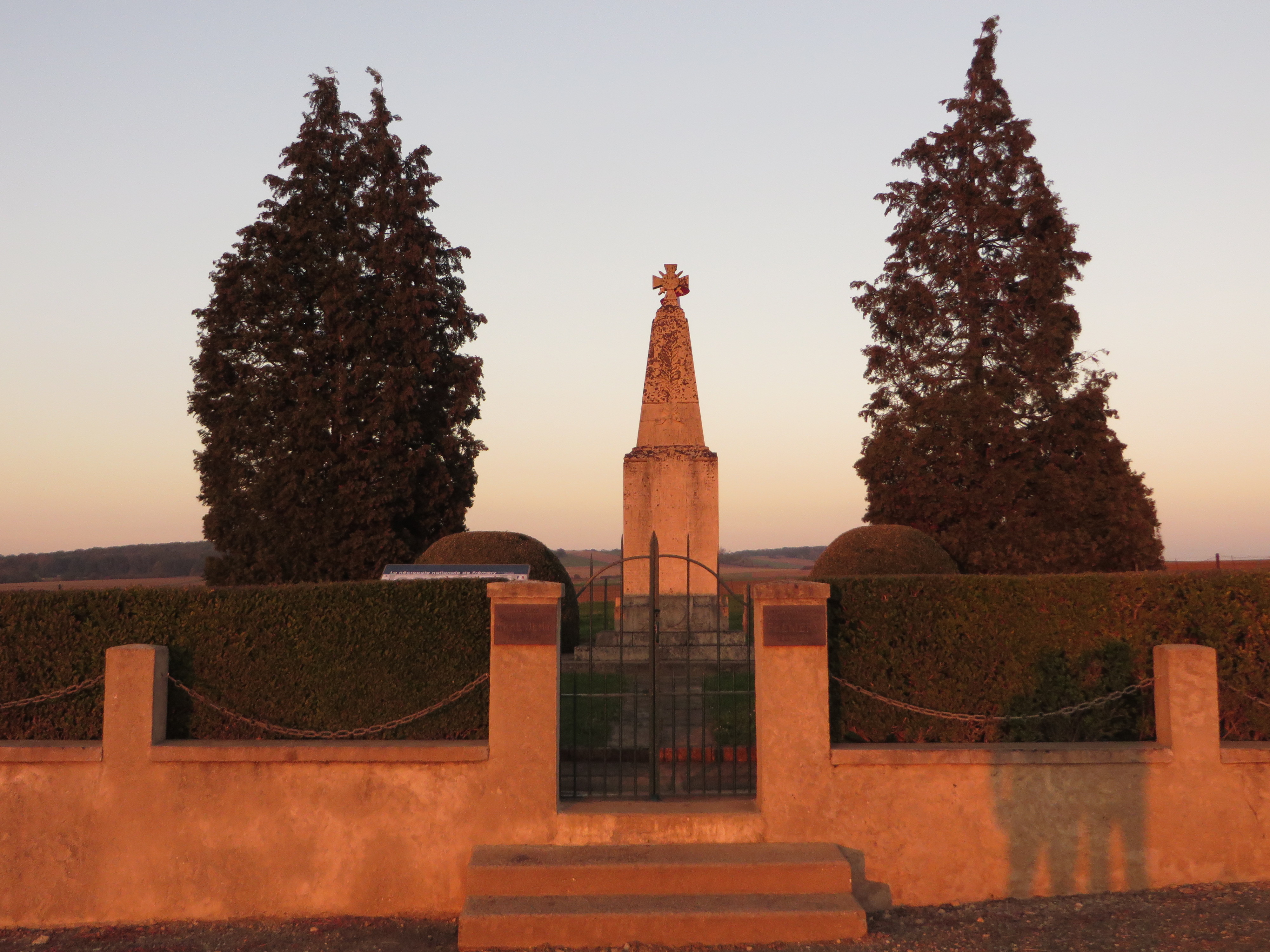
Pforte des Soldatenfriedhofs

Frémery ist eine französische Gemeinde mit 88 Einwohnern (Stand 1. Januar 2022) im Département Moselle in der Region Grand Est (bis 2015 Lothringen). Sie gehört zum Arrondissement Sarrebourg-Château-Salins. 

## Geographie
Die Gemeinde Frémery liegt in Lothringen am rechten Ufer des Oberlaufs der Französischen Nied im Saulnois (Salzgau), 38 Kilometer südöstlich von Metz, 14 Kilometer nördlich von Château-Salins und 6,5 Kilometer nordöstlich von Delme auf einer Höhe zwischen 228 und 280 Meter über dem Meeresspiegel. Das Gemeindegebiet umfasst 4,42 Quadratkilometer.

## Geschichte
Der Ort gehörte früher zur Grafschaft Bar. Das Kirchdorf, in dem es früher lediglich eine Kapelle gab, hatte 1773 erst vierzig Einwohner. Die lokale Gerichtsbarkeit war zweigeteilt: auf seinem Anwesen mit einem schlossartigen Wohngebäude sprach Herr Marion Recht, während die Justiz des übrigen Dorfs der Salmschen Baronie von Viviers unterstand. 1661 wurde das Dorf zusammen mit Bar von  Frankreich annektiert. 
Durch den Frankfurter Frieden vom 10. Mai 1871 kam die Region an das deutsche Reichsland Elsaß-Lothringen, und das Dorf wurde dem Kreis Château-Salins im Bezirk Lothringen zugeordnet. Die Dorfbewohner betrieben Getreidebau; in der Ortschaft gab es eine Mühle.
Nach dem Ersten Weltkrieg musste die Region aufgrund der Bestimmungen des Versailler Vertrags 1919 an Frankreich abgetreten werden. Im Zweiten Weltkrieg war die Region von der deutschen Wehrmacht besetzt.
Die Gemeinde trug 1915–1919 den eingedeutschten Namen Fremerchen bzw. 1940–1944 Fremersheim.

### Bevölkerungsentwicklung
| Jahr      | 1962 | 1968 | 1975 | 1982 | 1990 | 1999 | 2007 | 2019 |
| Einwohner | 69   | 71   | 62   | 44   | 53   | 66   | 62   | 84   |

## Wappen
Die Birnen im Wappen sind dem Wappen der Familie Rousselot entnommen, die im 18. Jahrhundert einen Teil der Herrschaft über Frémery besaß. Der andere Teil des Dorfes gehörte der Abtei Sankt Arnulf in Metz, symbolisiert durch den goldenen Adler.